# Дэгуорт, Томас

Герб сэра Томаса Дэгуорта

Сэр Томас Дэгуорт (англ. Sir Thomas Dagworth; 1276, Бредвелл Когесхолл, Эссекс — 1350) — английский рыцарь и солдат, который возглавлял английские армии в Бретани во время Столетней войны.
В 1346 году он привел небольшие английские силы в Бретань в поддержку требования Жана де Монфора на герцогство. За де Монфором стоял английский трон, в то время, как его соперника Карла де Блуа поддерживали французы. 9 июня войска Дэгуорта были атакованы более крупной армией Карла в Сан-поль-де Леоне. Хотя их почти полностью окружили, английские лучники в тот день принесли победу англичанам. В следующем году, 20 июня, Дэгуорт одержал более известную победу в битве Ла-Рош-Дерьен, где был захвачен Карл де Блуа.
В 1347 году он был вызван в Парламент Англии как барон Дэгуорт.
Был убит в июле или августе 1350 года бретонцами, которые были не рады соседству с англичанами.
Сэр Томас был родом из Бредвелл Когесхолла, что находится в Эссексе. В 1343 году он женился на Элеоноре де Богун, графине Ормонд, дочери Хамфри де Богуна, 4-го графа Херефорда и Элизабет Плантагенет, сестры короля Эдуарда II, вдове Джеймса Батлера, 1-го графа Ормонд.